# Francisco Soriano
Francisco Soriano (Molo, 4 oktober 1869 - 2 oktober 1937) was een Filipijns politicus. Hij was van 1919 tot 1925 lid van de Senaat van de Filipijnen.

## Biografie
Francisco Soriano werd geboren op 4 oktober 1869 in Molo, tegenwoordig een district in de Filipijnse stad Iloilo City. Hij voltooide een Bachelor of Arts aan de Ateneo Municipal de Manila en studeerde daarna rechten aan de University of Santo Tomas. Hij behaalde zijn bachelor-diploma rechten in 1898. Op 4 februari 1904 werd hij toegelaten tot de Filipijnse balie. Tijdens de Filipijnse revolutie werd Soriano benoemd tot secretaris-generaal van de federale regering van de Visayas. Nadien verhuisde hij met zijn gezin naar Mindanao, waar hij in 1901 werd benoemd tot aanklager (fiscal) van Surigao. Van 1906 tot 1907 was hij aanklager van Surigao en Misamis.
Bij de verkiezingen van 1907 werd Soriano als lid van de Progresista Party namens het kiesdistrict van Surigao gekozen in het Filipijns Huis van Afgevaardigden. Twee jaar later volgde een verkiezingen tot gouverneur van de provincie Surigao. In 1919 werd Soriano namens het elfde Senaatsdistrict gekozen in de Senaat van de Filipijnen. Zijn termijn in de Senaat duurde tot 1925. 
Soriano overleed in 1937, twee dagen voor zijn 68e verjaardag. Hij was getrouwd met Rosario Jalandoni. 